# Валпово
 Ва́лпово  (хорв.  Valpovo) — город в Хорватии, в Осиецко-Бараньской жупании. Население — 9 784 (2021).

## Общие сведения
Валпово находится на востоке страны, в долине Дравы, в 5 километрах от самой реки. Через город протекает небольшая речка Карашица — приток Дравы.
К Валпово практически примыкает город Белишце. В 25 километрах к северо-западу находится город Доньи-Михольяц, в 25 километрах к северо-востоку — Бели-Манастир, в 35 километрах к юго-западу — город Нашице, в 25 километрах к юго-востоку — столица провинции Осиек.
Валпово стоит на шоссе Осиек — Доньи-Михольяц. Ещё одна дорога ведёт в соседний Белишце.
Во времена Римской империи на месте города располагалось поселение Ювилиум. Первое упоминание поселения Валпово относится к 1332 году, в 1433 Валпово получило статус города. В XVI—XVII веках Валпово принадлежало Османской империи.
В 1727 году была построена церковь св. Марии, а в 1801 году главная достопримечательность города — замок барона Прандау.
Основные занятия населения — сельское хозяйство, пищевая и лесная промышленность. Недалеко от города есть небольшие месторождения нефти и газа. В окрестностях города есть источники минеральной воды, богатой железом.
Туристов привлекают как достопримечательности города, так и возможности для отдыха, охоты и рыбалки в окрестностях.

## Достопримечательности
- Дворец барона Норманна-Прандау. Один из красивейших дворцов Славонии. Вокруг дворца парк. Построен в 1801 году. Ныне во дворце городской музей.
- Церковь св. Марии. Построена в 1727 году.
- Церковь св. Рока (1796)
- Капелла Воздвижения (1880)
- Мост Мальта. Старинный мост над рекой.

## Известные уроженцы
- Бойничич-Книнский, Иван (1858—1925) — археолог и историк.